# محمد سلیمی
محمد سلیمی (زاده ۱۳۱۶ مشهد – درگذشته ۱۰ بهمن ۱۳۹۴ تهران) سرلشکر نیروی زمینی ارتش ایران بود، که در فاصله سال‌های ۱۳۷۹ تا ۱۳۸۴ به‌عنوان دومین فرمانده کل ارتش فعالیت می‌کرد. وی در کابینه اول میرحسین موسوی از ۱۳۶۰ تا ۱۳۶۳ وزیر دفاع ملی بود. سلیمی از ۱۳۸۴ تا پیش از درگذشت در سال ۱۳۹۴ مشاور فرمانده کل نیروهای مسلح در امور ارتش بود.

## زندگی‌نامه
محمد سلیمی در سال ۱۳۱۶ در شهر مشهد زاده شد. وی فعالیت نظامی را از سال ۱۳۳۵ در ارتش شاهنشاهی ایران آغاز کرد. او در ابتدای جنگ ایران و عراق، برای مدت یک سال در فاصله سالهای ۱۳۵۹ تا ۱۳۶۰ مسئول دفتر مشاوره نظامی سید روح‌الله خمینی و مسئول ستاد جنگ‌های نامنظم بود.

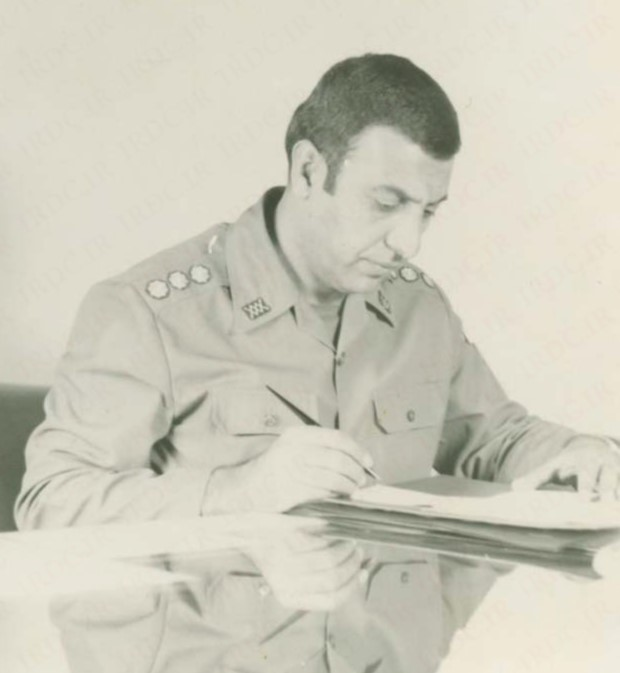
سرهنگ محمد سلیمی هنگام تصدی سمت وزیر دفاع ملی در دهه ۶۰

او از اعضای انجمن حجتیه و از افراد بسیار نزدیک به سید علی خامنه ای بود.
سلیمی از خرداد ۱۳۷۹ و پس از کناره‌گیری علی شهبازی از فرماندهی ارتش، با ارتقاء درجه از سرتیپی به سرلشکری به فرماندهی کل ارتش منصوب شد و در شهریورماه ۱۳۸۴ پس از استعفا از این جایگاه، به‌عنوان مشاور رهبر جمهوری اسلامی در امور ارتش منصوب گردید. 
سلیمی در سال ۱۳۷۹ از رهبر جمهوری اسلامی ایران، نشان درجه یک نصر دریافت نمود.

## درگذشت
وی در تاریخ ۱۰ بهمن ۱۳۹۴، پس از یک دوره طولانی بیماری در سن ۷۸ سالگی درگذشت.

## جایزه‌ها و نشان‌های افتخار
این بخش شامل نشان‌ها و جایزه‌های رسمی محمد سلیمی است، که بر روی لباس همسان او نصب می‌شود، ولی جایزه‌های غیرنظامی و غیررسمی را در برنخواهد گرفت.

### آرم‌ها
| آرم‌های سینه |                         |
| آجا         | دانشگاه فرماندهی و ستاد |

| آرم‌های بازو     |
| ستاد مشترک ارتش |

### نوار نشان‌ها
|  |  |  |
|  |  |  |

### نام نشان‌ها
| نشان نصر درجه یک       | دوره دافوس   |           |
| دوره دوم دانشگاه افسری | دوره مقدماتی | دوره عالی |